# Via Vincenzo Malenchini
Via Vincenzo Malenchini è una strada del centro storico di Firenze, tra via de' Benci e piazza Mentana.

## Storia
Fu intitolata a Vincenzo Malenchini (1813-1881), uomo politico e patriota fiorentino, con delibera del consiglio comunale del giugno 1926, scegliendo opportunamente per l'omaggio una via che corre lungo il fianco del palazzo che, già della famiglia Alberti, fu nel 1895 acquistato appunto dai Malenchini (palazzo Alberti Malenchini).
Precedentemente sono documentate le titolazioni di via Chiucchiurlaia, via delle Cornacchie (così sulla pianta di Firenze delineata da Ferdinando Ruggieri nel 1731) e via Cornacchiaia. Su tali denominazioni si vedano le note nel repertorio di Bargellini-Guarnieri, tese a sostenere l'ipotesi di riferimenti "alle donne che si recavano a risciacquare i panni nel vicino porticciolo", cioè al "chiacchiericcio di donne simili a cornacchie crocidanti", in realtà ben difficile da sostenere. Apparentemente più convincente l'ipotesi proposta dallo Stradario storico e amministrativo del 1913, per il quale i termini sono forse derivati "dalle cornacchie che si annidavano nei giardini degli Alberti".

## Descrizione
Si tratta di una strada secondaria, con carreggiata pavimentata a lastrico. Oltre al lato nord del palazzo Malenchini e a quello sud di palazzo Busini Bardi, entrambi privi di ingressi, si distingue la casa al n. 2. Si tratta di un edificio con il fronte organizzato su quattro piani e due assi, nato come casa a schiera e quindi ridisegnato radicalmente nel Settecento, con un bel portone e le finestre al primo piano incorniciate secondo il gusto del periodo. Sul portone è uno scudo con un'arme non identificata.
Sul finire della via, un lato della palazzina affacciata su piazza Mentana 5: si tratta di un edificio di carattere ottocentesco che si estende in profondità lungo via Vincenzo Malenchini, dove il prospetto è articolato per ben otto assi. Recentemente restaurata e ben curata (oltre che gratificata da un vicolo interno che le consente di ricevere luce anche dal lato del lungarno nonostante la vicina mole della pensione Balestri) bene esprime la dimensione ottocentesca e borghese. Ai lati del balcone e al limitare del fianco su via Vincenzo Malenchini sono scudi con un'arme non identificata, segnata da una mazza e da una torcia (?) decussate.
Sul lato opposto (affacciato su piazza Mentana 4a) un edificio realizzato nei primi anni settanta del Novecento, nel quale si volle essere moderni ricorrendo a volute asimmetrie nella collocazione e nelle forme delle bucature, così come nel ricorso a elementi decorativi stilizzati che oggi appaiono ben poco capaci di armonizzarsi con lo spazio circostante. Attualmente parte degli ambienti al terreno sono occupati da laboratori (anche didattici) del vicino museo Galileo. 
Sul lato opposto un affaccio della una palazzina su piazza Mentana 8, edificio di carattere ottocentesco, segnato anche su questo lato da uno stemma con mazza e mazzapicchio decussate, molto simile a quello dell'Arte dei Tintori (ma specchiato), forse da riferire al retaggio lavorativo di questa zona.
Un tabernacolo si trova sul lato sud di palazzo Bardi, che mostra una santa carmelitana (probabilmente Maria Maddalena de' Pazzi) a cui appaiono la Madonna col Bambino, ed è un'interpretazione recente di un affresco riferibile a un pittore fiorentino della seconda metà del XVIII secolo: l'originale è nel cortile di palazzo Bardi.

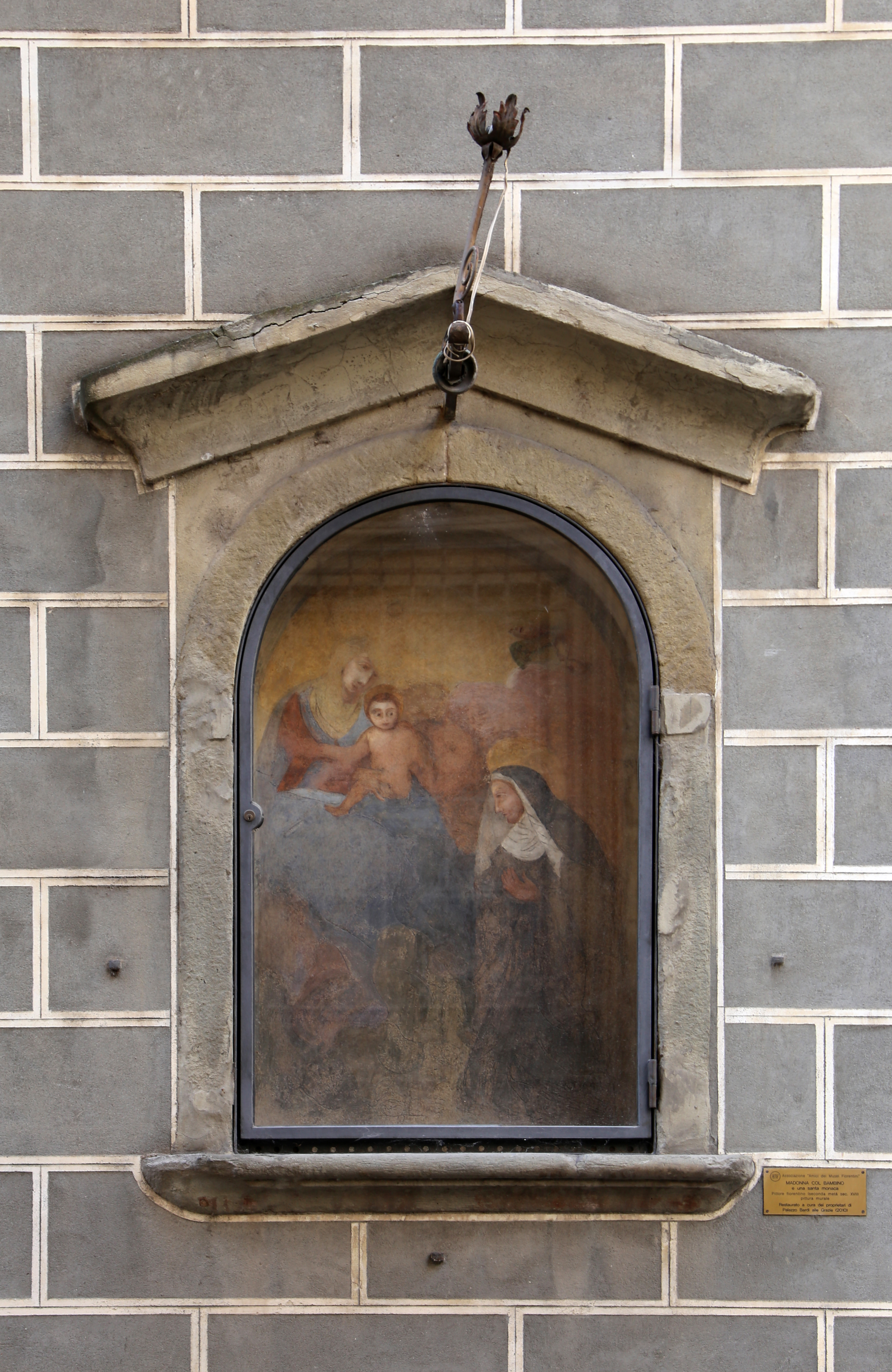
Il tabernacolo di palazzo Bardi
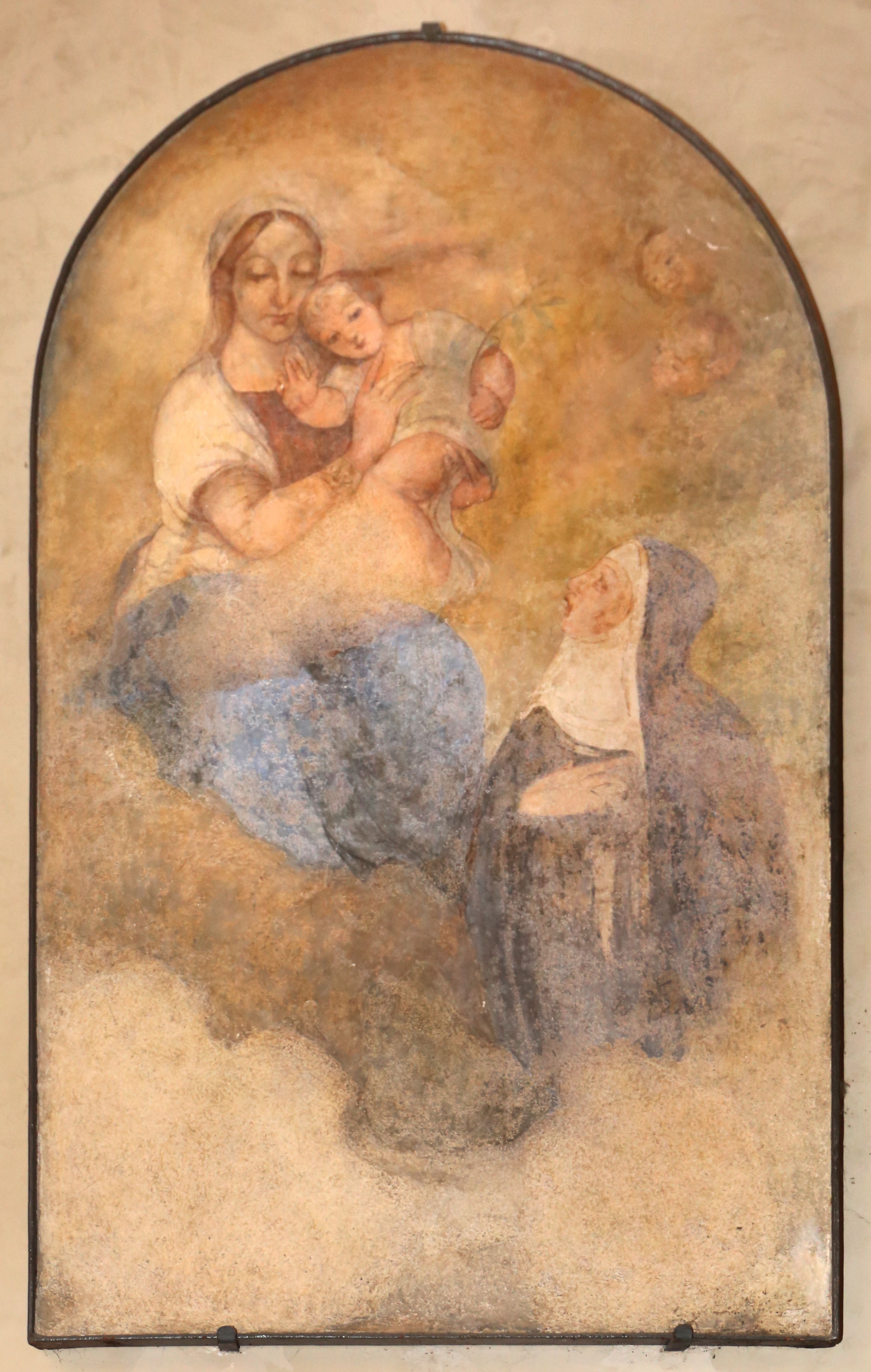
L'affresco settecentesco, oggi nel cortile di palazzo Bardi
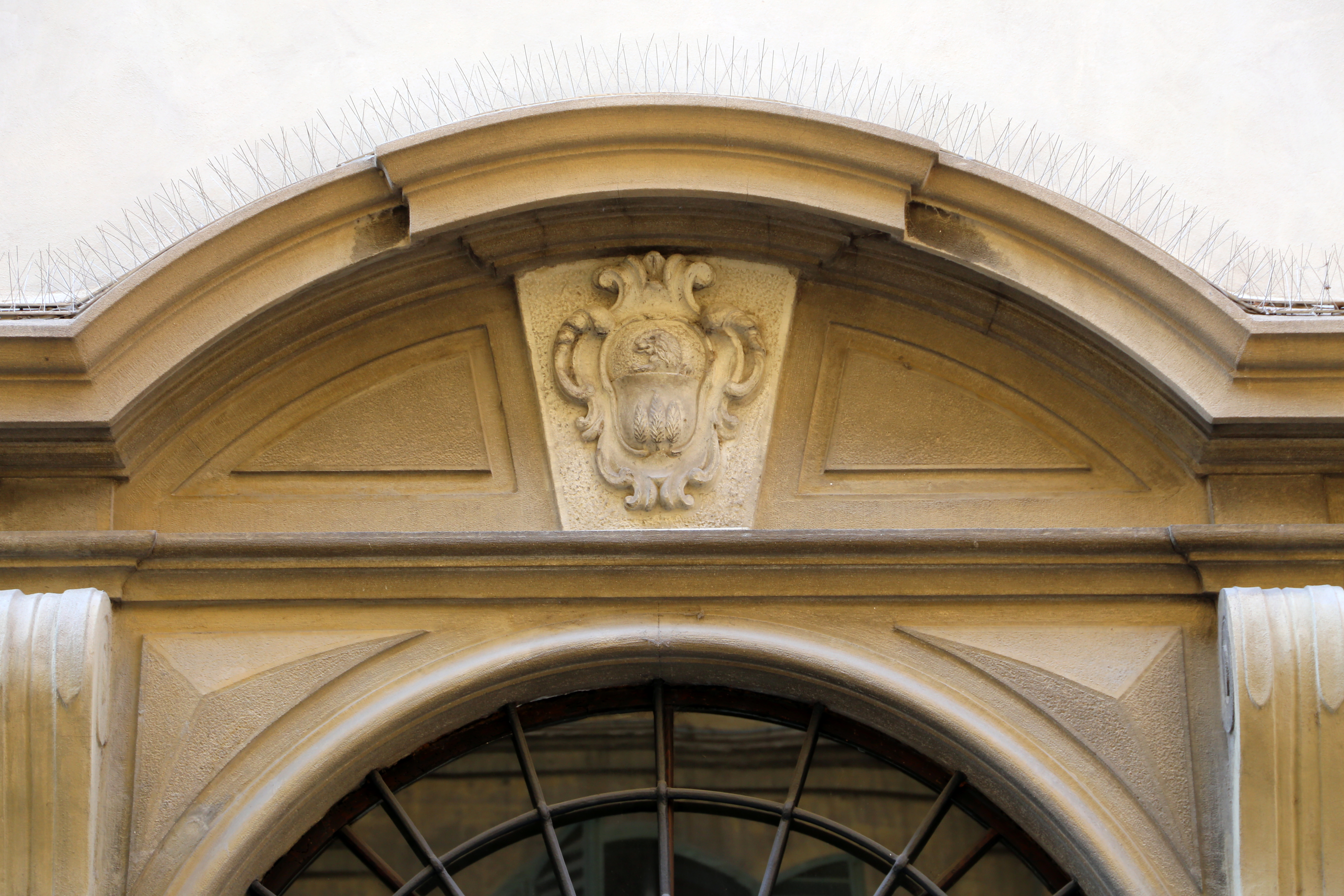
Portale con stemma al n. 2
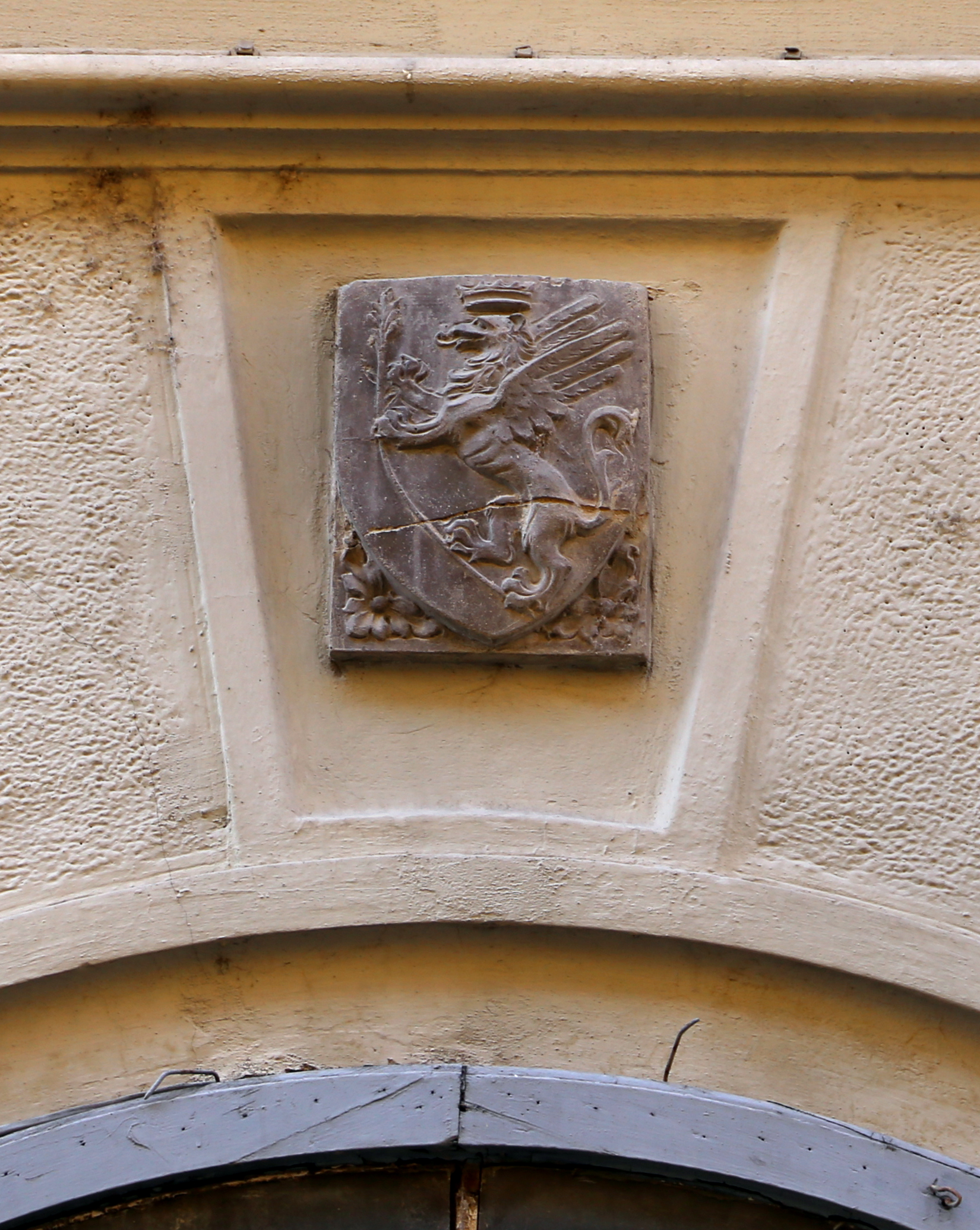
Stemma al n. 4
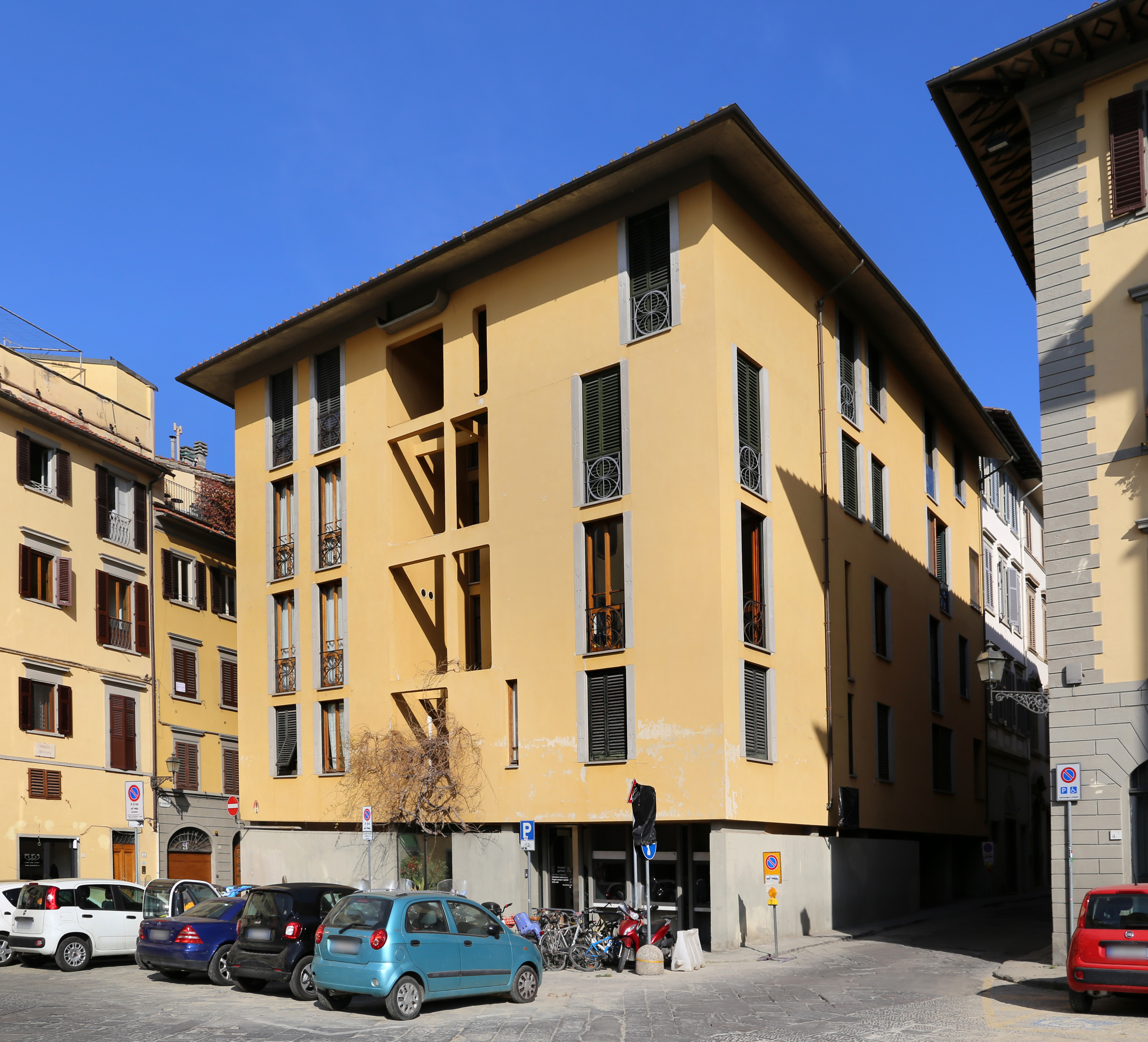
L'edificio moderno con angolo in piazza Mentana
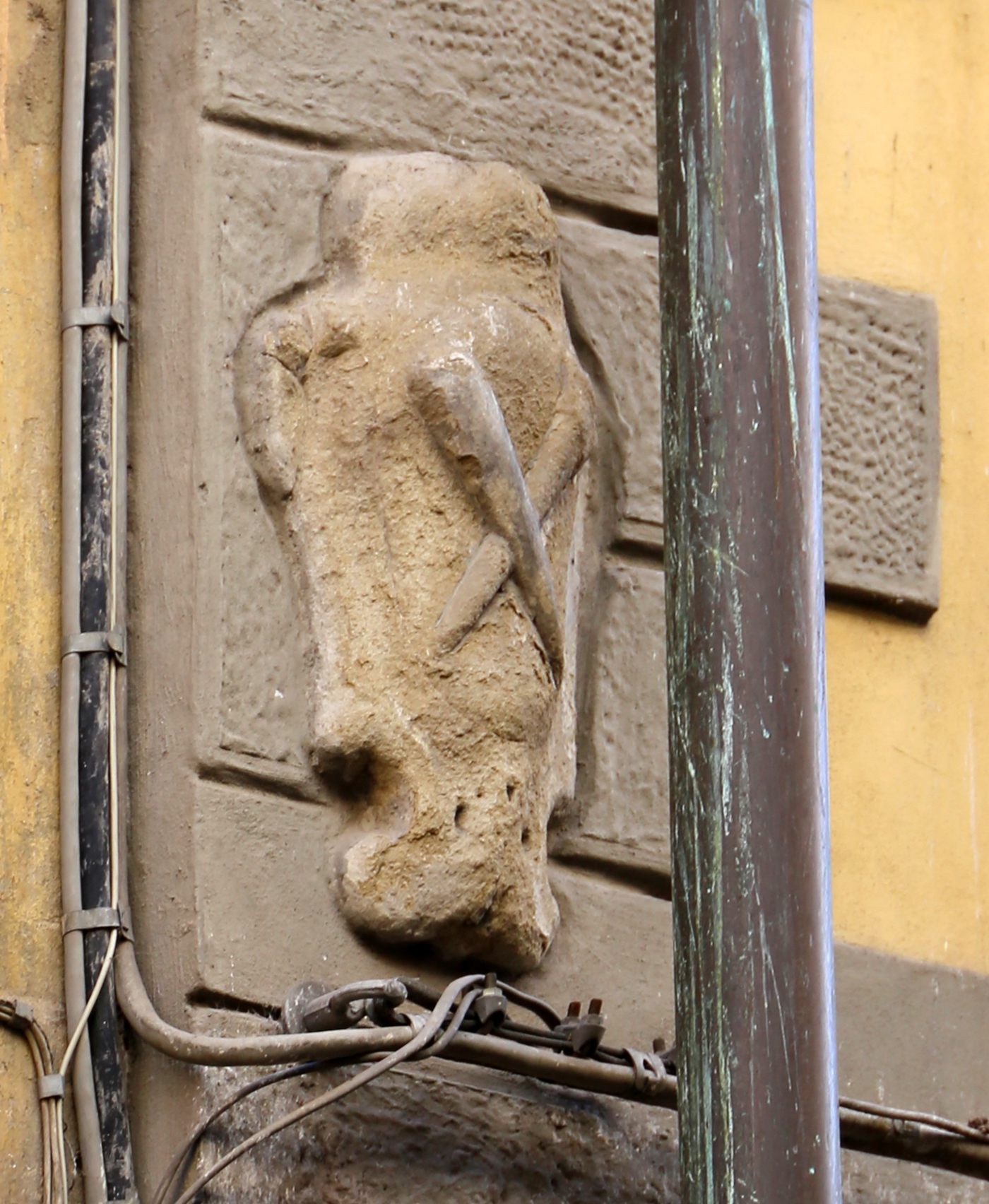
Lo stemma della palazzina in angolo con via Mentana 5